# Rio Mitcham
Rio Mitcham (30 de agosto de 1999) es un deportista británico que compite en atletismo, especialista en las carreras de velocidad. Ganó dos medallas en el Campeonato Mundial de Atletismo de 2023, plata en 4 × 400 m mixto y bronce en 4 × 400 m.

## Palmarés internacional
| Campeonato Mundial | Campeonato Mundial | Campeonato Mundial | Campeonato Mundial |
| Año                | Lugar              | Medalla            | Prueba             |
| ------------------ | ------------------ | ------------------ | ------------------ |
| 2023               | Budapest (Hungría) | Medalla de plata   | 4 × 400 m mixto    |
| 2023               | Budapest (Hungría) | Medalla de bronce  | 4 × 400 m          |